# Cola (CamelPhat e Elderbrook)
Cola è un singolo del duo britannico CamelPhat e del cantante Elderbrook, pubblicato il 17 giugno 2017.
Ha raggiunto il primo posto nella classifica Dance Club Songs di Billboard nel novembre 2017. Il singolo è stato candidato come migliore registrazione dance ai Grammy Awards 2018.

## Tracce
- Download digitale e streaming

1. Cola - 3:44
2. Cola (club mix) - 6:56

- Download digitale (Beatport)

1. Cola (original mix) - 6:56

- Download digitale e streaming (Franky Rizardo remix)

1. Cola (Franky Rizardo remix) - 8:24

- Download digitale e streaming (Mousse T.'s Glitterbox mix)

1. Cola (Mousse T.'s Glitterbox mix) - 6:36

- Download digitale e streaming (Chilled Mixes)

1. Cola (Elderbrook Chilled mix) - 2:52
2. Cola (Simon Mills Full Sugar mix) - 4:23
3. Cola (Kenneth Bager remix) - 6:46

- Download digitale e streaming (Robin Schulz extended remix)

1. Cola (Robin Schulz extended remix) - 5:13

- Download digitale e streaming (Robin Schulz remix)

1. Cola (Robin Schulz remix) - 3:15

- Singolo 12"

1. Cola - 6:56
2. Cola (Dario D'Attis remix - 7:02
3. Cola (Franky Rizardo remix) - 8:24
4. Cola (Mousse T.'s Glitterbox mix) - 6:36

- Download digitale e streaming (The Unreleased Mixes)

1. Cola (Low Steppa remix) - 5:47
2. Cola (Dario D'Attis remix) - 7:02
3. Cola (MoBlack remix) - 6:33

- Download digitale e streaming (Zhu remix)

1. Cola (Zhu remix) - 5:26

## Classifiche

### Classifiche settimanali
| Classifica (2017-2018)                    | Posizione massima |
| ----------------------------------------- | ----------------- |
| Australia (ARIA)                          | 32                |
| Belgio (Ultratop 50 Fiandre)              | 23                |
| Belgio (Ultratop 50 Vallonia)             | 32                |
| Francia (SNEP)                            | 40                |
| Germania (Offizielle Deutsche Charts)     | 76                |
| Ungheria (Single Top 40)                  | 5                 |
| Ungheria (Dance Top 40)                   | 1                 |
| Irlanda (IRMA)                            | 12                |
| Scozia (Official Scottish Chart)          | 15                |
| UK Singles (Official Charts Company)      | 18                |
| UK Dance (Official Charts Company)        | 3                 |
| UK Indie (Official Charts Company)        | 1                 |
| US Dance Club Songs (Billboard)           | 1                 |
| US Hot Dance/Electronic Songs (Billboard) | 21                |

### Classifiche di fine anno
| Classifica (2017)               | Posizione |
| ------------------------------- | --------- |
| Ungheria (Dance Top 40)         | 43        |
| Ungheria (Single Top 40)        | 78        |
| US Dance Club Songs (Billboard) | 20        |

| Classifica (2018)                         | Posizione |
| ----------------------------------------- | --------- |
| Ungheria (Dance Top 40)                   | 2         |
| Ungheria (Single Top 40)                  | 44        |
| UK Singles (Official Charts Company)      | 99        |
| US Hot Dance/Electronic Songs (Billboard) | 76        |

| Classifica (2019)       | Posizione |
| ----------------------- | --------- |
| Ungheria (Dance Top 40) | 22        |

## Certificazioni
| Nazione                | Certificazione | Vendite certificate |
| ---------------------- | -------------- | ------------------- |
| Australia (ARIA)       | Platino (x4)   | 280.000             |
| Austria (IFPI Austria) | Oro            | 15.000              |
| Belgio (BEA)           | Oro            | 10.000              |
| Canada (Music Canada)  | Platino        | 80.000              |
| Francia (SNEP)         | Oro            | 100.000             |
| Germania (BVMI)        | Gold           | 200.000             |
| Italia (FIMI)          | Platino        | 70.000              |
| Paesi Bassi (NVPI)     | Oro            | 20.000              |
| Polonia (ZPAV)         | Platino        | 50.000              |
| Portogallo (AFP)       | Oro            | 5.000               |
| Spagna (PROMUSICAE)    | Oro            | 30.000              |
| Regno Unito (BPI)      | Platino (x2)   | 1.200.000           |